# دقادوس
دقادوس، قرية من قرى قرى ميت غمر-محافظة الدقهلية-مصر. ويطلق عليها قسم ثاني ميت غمر حيث أنها تعتبر امتداد عمراني للمدينة ولا يفصل بينها وبين المدينة سوى شريط قطار السكة الحديد. وتعتبر دقادوس قسم ثاني المدينة؛ ويوجد فيها مستشفى ميت غمر العام وهي أيضا مسقط رأس الامام محمد متولي الشعراوي والشيخ سعيد الشافعي ورفقي زاهر والمقرئ أحمد القناوي، وأيضا يوجد بها كنيسه السيدة العذراء مريم ومسجد الباز والجامع الكبير (الأربعين) الذي أعاد بناؤه الشيخ محمد متولي الشعراوي. ويوجد أيضا بها كلية التربية النوعية بميت غمر وهي توجد في شارع المعاهدة بدقادوس. وأيضا يوجد بها محاكم الأسرة لكل من بندر ومركز ميت غمر خلف مدرسه الزراعة.

## التسمية
سميت بهذا الاسم نسبة إلى الإمبراطور الروماني دقلديانوس، الذي كان له فيها قصر كبير (لا دليل على وجود هذا القصر الآن). وفي روايات أخرى فقد سميت بهذا الاسم نسبة إلى الاسم القبطي تيثيؤطوكوس الذي كانت تحمله قديما نتيجة لوجود كنيسة العذراء بها، وتحرف مع مرور الزمن إلى دقادوس. ويقال أنها سميت بهذا الاسم تحريفاً للكلمة الرومانية (ديكا دوس) أي البلدة ذات المعابد العشرة.